# Achroia grisella
Achroia grisella, ou a traça pequena da cera, é uma pequena traça da família (Pyralidae), em que ela pertence ao subfamília Galleriinae. É a única espécie reconhecida sem equívocos do género Achroia. A traça grande da cera (Galleria mellonella) é um parente muito próximo; embora colocada em um gênero distinto, ainda pertence à mesma tribo biológica Galleriini.
A traça pequena da cera (Achroia grisella) e a traça grade da cera (Galleria mellonella) são genericamente chamadas de traça da cera pelos apicultores, e são consideradas uma praga na apicultura, podem ocasionar grandes perdas nesta atividade.
A sua larva e lagarta estão entre os mais conhecidos vermes cera, e são amplamente criados como alimentos para animais de estimação, tais como lagartos ou peixes.
As traças pequena de cera são muito comuns em muitas partes do mundo, exceto as regiões mais frias, a sua propagação foi ajudada por seres humanos que involuntariamente introduziram-nas em muitos países. Elas são conhecidas ou suspeitas de habitar a maior parte da África (incluindo Madagáscar), Austrália, Europa (exceto talvez algumas regiões mais remotas, particularmente na Grécia) e América do Norte, bem como partes da América Central e do Sul (pelo menos, Colômbia, Jamaica, Porto Rico e Trinidade e Tobago), e região da Bengala , Japão, Sri Lanka e as Ilhas Marquesas e Taiti na Polinésia Francesa.

## Ecologia
A traça pequena da cera normalmente reside em climas mais amenos, mas pode ser prevalente em áreas clima quente durante todo o ano (como naFlórida). Estas traças vivem cerca de 7 meses, a partir de ovo até o adulto senil. Elas passam por quatro estágios no seu ciclo de vida ovo, larva, pupa e imago; como todos os insetos holometábolo.
As larvas são os únicos que  se alimentam; os adultos não. A sua dieta consiste tipicamente de mel, cera de abelha,  pólen armazenados nos favos, células  de abelha, e em alguns casos as crias das abelhas. Fazem túneis através dos favos de mel não só para fornecer alimento, mas também proteger as larvas da defesa das abelha operárias. Outros alimentos menos habituais também foram relatados como  vegetal são secas permanece, frutas secas, especialmente maçã e cerejas, aparas de chifre  (um adubo orgânico), materiais de cortiça e até mesmo açúcar refinado. Elas também podem penetrar na madeira macia.
Populações destas traças assumem os favos de colónias de abelhas, geralmente quando as abelhas estão em um estado enfraquecido. As traças pequena da cera  são muitas vezes pode ser vistas nas colônias de abelhas tentando colocar seus ovos, mas na maioria dos casos, as abelhas operárias vão eliminá-los e manter as traças fora da colônia. Quando a colônia está passando por um período de estresse, como após a perda de sua abelha rainha ou em condições de fome, as traças podem assumir completamente os favos de mel.

A reprodução dessas traças começa com  sinais deultra-som enviados pelos machos para atrair suas parceiras. O ponto agrupamento típico para estas traças é colônias na abelhas, e os machos podem ser vistos lá em qualquer lugar entre seis e dez horas em apenas uma única noite. As fêmeas são atraídas para estes sinais de ultra-sons em qualquer uma das três maneiras; amplitude de pico, a taxa de sinal, e o intervalo de assincronia. Foram realizados estudos que mostram essas mariposas aumentando a sua taxa de sinal ao ter que competir com os outros machos para o direito de uma fêmea local, mas devido às exigências físicas de um aumento na taxa de sinal, a sua duração geralmente é de apenas cinco a dez minutos. Concluiu-se que estes são os minutos mais prevalentes de todas as seis a dez horas passadas a cada noite.

## Controle
As lagartas da traça pequena da cera podem ser muito destrutivas para os favo de mel. Eles foram vistos pela primeira vez na América do Norte em 1806, e acredita-se ter sido importado com as abelhas de Europa. Existem muitos métodos de controle que os apicultores têm adotado para garantir que estas traças não estraguem os favos.
A próprias abelhas são a melhor forma de controle para estas traças. Elas manter as populações de traças em números muito baixos e só é quando eles não são fortes o suficiente para que as populações traça aumentam drasticamente. Os apicultores deve certificar-se de que as colmeias têm colônias ativas, povoadas que estão limpas e livres de detritos. Isso vai ajudar a garantir a sobrevivência e força das abelhas, que podem então controlar as populações das traças.
Em climas mais frios, o armazenando os favos de cera de abelha vazios em temperaturas de inverno, vai inibir uma infestação de traça. As traças pequenas de cera precisam de climas quentes para prosperar. Também é usado um fumigante conhecido como paradiclorobenzeno (PDB) que é usado para eliminar estas traças. Este fumigante só pode ser usado em favos que se encontram em armazenagem, sem mel pois pode deixar resíduos no mel e torna-lo impróprio para o consumo ou venda. O dióxido de carbono podem ser usados para fumigar favos que ainda estão preenchidos com mel. Isto garante que o mel ainda é aceitável para ser vendido.
O aquecimento ou congelamento dos favos com mel também permitem que o mel passa ser vendido. Quanto mais quente ou mais fria que a temperatura que o favos é exposto, menor o tempo que é necessário para garantir que o favo foi tratado.
Até o presente não foram desenvolvidas armadilhas confiáveis que proteger completamente a colmeia da invasão pela traça pequena da cera.